# Die Rheinnixen
Die Rheinnixen (franz.: Les fées du Rhin) ist eine große romantische Oper in vier Akten von Jacques Offenbach, das Libretto stammt von Charles Nuitter (eigentlich: Charles Louis Etienne Truinet). Die Spieldauer beträgt etwa dreieinhalb Stunden.

## Historischer Hintergrund
Die Oper spielt zur Zeit des Ritterkrieges im Herbst 1522.
Franz von Sickingen (1481–1523) war von der oberrheinischen Ritterschaft im Jahre 1522 zu ihrem Hauptmann gewählt worden. Im Sommer 1522 begann er eine Fehde gegen Richard von Greiffenklau, den geistlichen Kurfürsten von Trier. Sickingen belagerte im September 1522 die Stadt, musste die Belagerung aber nach wenigen Tagen abbrechen, weil der Landgraf von Hessen und der Kurfürst von der Pfalz dem Erzbischof zu Hilfe kamen. Beim Gegenschlag im Frühjahr 1523 wurde die Ebernburg bei Kreuznach zerstört, und Sickingen musste sich auf seine Burg Nanstein bei Landstuhl (heute Landkreis Kaiserslautern) zurückziehen. Er kapitulierte am 7. Mai und starb noch am selben Tag an seinen schweren Verletzungen. Im Sommer zerstörte ein Heer des „Schwäbischen Bundes“ mehr als 30 Schlösser und Burgen von Rittern und bereitete so der Ritterschaftsbewegung im Heiligen Römischen Reich ein Ende.

## Handlung

### Vorgeschichte
Conrad von Wenckheim hatte Hedwig nach Vorspiegelung einer Trauung unter einem falschen Priester geschwängert. Ihre Tochter Armgard ist zu Beginn der Oper eine junge Frau und heimlich mit dem zu den Soldaten entlaufenen Franz verlobt.

### Erster Akt
Hedwigs Pachthof auf dem Gebiet des Sickingen bei Bingen. Hedwig beklagt die brutale Soldateska. Kurz darauf werden Dorf und der Hof von Pfälzer Landsknechten unter Conrad von Wenckheim besetzt, um während der Belagerung von Trier Sickingens Burg unweit von Kreuznach zu erstürmen. Armgards Jugendfreund Franz Baldung, der Hauptmann des Haufens, leidet seit einer kriegsbedingten Kopfverletzung unter Amnesie. Armgard wird zusammen mit anderen Frauen und Mädchen unter den Augen von Franz bei dem abendlichen Gelage der Soldaten drangsaliert und gezwungen, für die Soldaten zu singen. Vergeblich versucht Gottfried, ein Freund der Familie, Armgard zu schützen. Beim Singen des pazifistischen „Vaterlandsliedes“ bricht sie zusammen und gilt als tot. Erst jetzt kommt Franz ein Teil der Erinnerung zurück.

### Zweiter Akt
In der Nähe des Pachthofes beklagt Hedwig im Beisein von Gottfried die tote Armgard, und Hedwig erzählt ihm die Vorgeschichte. Unterdessen reift in ihr der Entschluss, Armgards Leben mithilfe der Feen vom Elfenstein zu retten. Conrad und Franz planen einen heimlichen Überfall auf Sickingens Ebernburg und zwingen Gottfried, ihnen den Weg zu zeigen. Gottfried willigt zum Schein ein. Armgard erwacht zum Leben und flieht zu den Feen.

### Dritter Akt
Im Wald beim Elfenstein, in der Nähe der Ebernburg versammeln sich die Feen (Chor und Ballett). Hedwig hofft, ihre Tochter bei diesen Elementargeistern zu finden. Armgard, die aus einer tiefen Ohnmacht erwacht ist, kommt hinzu. Sie will ihren Jugendfreund Franz retten. Hedwig sieht erstmals ihre Tochter wieder, glaubt aber, dass es ein Traumbild ist. Armgard versucht, ihre Mutter zur Flucht zu bewegen. Die Landsknechte mit Conrad, Franz und Gottfried sind auf dem Weg zu Sickingens Burg und werden von den Feen vom richtigen Weg in den Wald gelockt. Nachdem sich Conrad vor den Landsknechten mit der Scheinheirat gebrüstet hat, erkennt ihn Hedwig wieder und hofft auf Rache durch die Feen. Armgard löst den Zauberbann von Franz und rettet damit die Soldaten vor dem Tod.

### Vierter Akt
Im Hauptquartier vor den Ruinen „des Schlosses von Kreuznach“ bereiten die Landsknechte die Belagerung von Sickingens Burg vor.
Franz und Conrad berichten von ihrem nächtlichen Abenteuer. In einem Duett kann Armgard Franz davon überzeugen, dass sie ins Leben zurückgekehrt ist. Hedwig wird gefangen vor Conrad geführt, gibt sich ihm zu erkennen und bezichtigt ihn als Mörder ihrer Tochter. Franz kommt zusammen mit Armgard hinzu, und Armgard kann auch Hedwig überzeugen, dass sie nur scheintot war. Gottfried und Hedwig dürfen auf Befehl Conrads in ihr Dorf zurückkehren. Hedwig und Conrad versöhnen sich. In diesem Moment werden die Soldaten mithilfe der Feen in den Abgrund gerissen. Armgard, Hedwig, Franz, Conrad und Gottfried dagegen sind gerettet und singen den Refrain des Vaterlandsliedes. Damit endet die Oper.

### Synopsis
Die Oper steht im Kontext der romantischen Feenopern wie E. T.  A. Hoffmanns und Albert Lortzings Undine (UA 1816 bzw. 1845), sowie Wagners Die Feen. Es vermischen sich realistische und märchenhafte Szenen. Armgards Wiedererwachen erinnert an das Brüder-Grimm-Märchen von Brüderchen und Schwesterchen.
Die Tendenz der Oper ist pazifistisch, letztendlich siegt die Liebe über alle Kriegsgräuel.

## Aufführungsgeschichte
Die Uraufführung fand am 4. Februar 1864 an der Wiener Hofoper statt. Das ursprünglich französische Libretto von Nuitter wurde für die Erstaufführung von Alfred von Wolzogen ins Deutsche übersetzt. Auf Wunsch des Wiener Kritikers Eduard Hanslick erhielt das Werk den irreführenden Titel Die Rheinnixen, in Anlehnung an das von Richard Wagner geplante Rheingold aus der Ring-Tetralogie, deren Text bereits bekannt war. Die Erkrankung eines Hauptdarstellers, des Tenors Alois Ander (der den Franz Baldung gab), hatte Offenbach zu starken Kürzungen veranlasst, so dass das Werk gleichsam nur als Torso zur Aufführung kam. Zwar war das Werk kein Misserfolg, doch ging die wagnerianische Presse, die lieber den Tristan auf der Bühne gesehen hätte, dagegen an.
Am 1. Januar 1865 brachte die Kölner Oper das Werk als deutsche Erstaufführung, wie bei der Uraufführung in einer stark gekürzten dreiaktigen Fassung heraus. Trotz aufwendiger Proben scheiterte der Versuch. Schon nach der zweiten Aufführung wurde das Werk wegen der geringen Besucherzahlen abgesetzt.
Danach gerieten Die Rheinnixen in Vergessenheit, mit Ausnahme einiger Melodien, die Offenbach in Hoffmanns Erzählungen wiederverwendete, wie das Trinklied aus dem ersten Akt oder die Feenmusik, die als Barcarole in den Venedig-Akt einfloss. Armgards „Vaterlandslied“ dagegen, das sich wie ein Leitmotiv durch die Oper zieht, ist singulär und zu Unrecht vergessen.
In Frankreich wurde die Oper bis 2002 nicht aufgeführt. Die von Offenbach vorgesehene französische Version ging bis auf Klavierauszüge größtenteils verloren. Nur die vollständige deutschsprachige Uraufführungspartitur ist erhalten geblieben.
Im Jahre 1999 wurde von den beiden Verlagen Boosey & Hawkes und Bote & Bock unter dem Herausgeber Jean-Christophe Keck eine Offenbach-Edition in Angriff genommen, zu der auch dieses Werk gehörte. Dank der Zusage des Chefs der Musikabteilung des französischen Rundfunks und Intendanten des Festivals von Montpellier René Koering konnte die Oper im Sommer 2002 konzertant in deutscher Sprache unter der Leitung von Friedemann Layer aufgeführt werden. Diese Produktion erschien wenig später als CD-Aufnahme.
Nach der konzertanten Realisierung am 20. Juli 2002 erfolgte die erste szenische Aufführung nach der neuen Offenbach-Edition im Januar 2005 im Cankarjev dom in Ljubljana, die von der Kritik gelobt wurde. Die Produktion wurde auch in Winterthur, St. Pölten und Bozen gezeigt. Besonderen Anklang fanden die Arien der Armgard.
Am 15. April 2005 versuchte das Theater Trier als erste deutsche Bühne eine Wiederaufführung. Das Werk wurde als Antikriegsstück mit brutal agierenden Söldnern gebracht, wobei sich Hedwig nach dem Tod ihrer Tochter ein Happy End erträumte. Die vorgeführten Vergewaltigungen erinnerten an Exzesse aus Kriegen des zwanzigsten Jahrhunderts. Einige Kritiker lobten den ehrenhaften Versuch, bemängelten aber auch, dass die Inszenierung nicht adäquat zu Offenbachs Musik gewesen sei.
Im Jahr 2006 wurde das Werk im Staatstheater Cottbus halbszenisch aufgeführt (Premiere am 27. Mai 2006). Das Stadttheater Bremerhaven brachte die Oper in der Saison 2007/08 (Premiere: 25. Dezember 2007). Unter Georges Prêtre spielten die Wiener Philharmoniker das Vorspiel der Rheinnixen mit dem Feenreigen in ihrem Neujahrskonzert 2010.
Trotz einer weiteren konzertanten Aufführung unter Marc Minkowski am 1. Dezember 2005 an der Opéra National de Lyon wurde das Werk in Frankreich erst 2018 an der Opéra de Tours in einer rekonstruierten französischen Fassung szenisch aufgeführt.

## Diskographie
- Ouvertüre: Philharmonia Orchestra unter Antonio de Almeida, 1987 (Philips)
- Die Rheinnixen, Gesamtaufnahme (live) unter Friedemann Layer, 30. Juli 2002 (Accord/Universal). Solisten: Regina Schörg (Armgard), Nora Gubisch (Hedwig), Piotr Beczała (Franz Baldung), Dalibor Jenis (Conrad von Wenckheim), Chœur de la Radio lettone, Orchestre National de Montpellier, Accord 2003